# Lijst van senatoren uit Rhode Island

Zegel van de staat Rhode Island

Dit is een lijst van de senatoren voor de Amerikaanse staat Rhode Island. De senatoren voor Rhode Island zijn ingedeeld als Klasse I en Klasse II. De twee huidige senatoren voor Rhode Island zijn: Jack Reed senator sinds 1997 de (senior senator) en Sheldon Whitehouse senator sinds 2007 de (junior senator), beiden lid van de Democratische Partij.
Prominenten die hebben gediend als senator voor Rhode Island zijn onder anderen: Ambrose Burnside (prominent generaal), Nelson Aldrich (prominent politicus), Howard McGrath (later minister van Justitie), Edward Leahy (later rechter voor het Hof van Beroep voor het circuit van Rhode Island), John Pastore (prominent politicus), John Chafee (eerder minister van de Marine), Lincoln Chafee (prominent politicus), Henry Anthony (Republikeins partijleider in de senaat van 1862 tot 1884), LeBaron Colt (eerder rechter voor het Hof van Beroep voor het 1e circuit en voor het Hof van Beroep voor het circuit van Rhode Island), Theodore Green (prominent politicus), Claiborne Pell (prominent politicus) en Jack Reed (prominent politicus).

## Klasse I
| Nr.    | Senator voor Rhode Island Senator from Rhode Island | Senator voor Rhode Island Senator from Rhode Island | Senator voor Rhode Island Senator from Rhode Island | Ambtstermijn     | Ambtstermijn      | Partij(en)   | Verkiezing(en) |
| ------ | --------------------------------------------------- | --------------------------------------------------- | --------------------------------------------------- | ---------------- | ----------------- | ------------ | -------------- |
| 1      |                                                     | Theodore Foster                                     | Theodore Foster (1752–1828)                         | 8 juni 1790      | 4 maart 1803      | F            | 1790           |
| 1      | 1791                                                | Theodore Foster                                     | Theodore Foster (1752–1828)                         | 8 juni 1790      | 4 maart 1803      | F            |                |
| 1      | 1797                                                | Theodore Foster                                     | Theodore Foster (1752–1828)                         | 8 juni 1790      | 4 maart 1803      | F            |                |
| 2      |                                                     |                                                     | Samuel Potter (1753–1804)                           | 4 maart 1803     | 14 oktober 1804   | DR           | 1802           |
| Vacant |                                                     |                                                     |                                                     |                  |                   |              | 1802           |
| 3      |                                                     |                                                     | Benjamin Howland (1755–1821)                        | 30 oktober 1804  | 4 maart 1809      | DR           | 1804           |
| 4      |                                                     | Francis Malbone                                     | Francis Malbone (1759–1809)                         | 4 maart 1809     | 4 juni 1809       | F            | 1808           |
| Vacant |                                                     |                                                     |                                                     |                  |                   |              | 1808           |
| 5      |                                                     | Christopher Champlin                                | Christopher Champlin (1768–1840)                    | 26 juni 1809     | 11 oktober 1811   | F            | 1809           |
| Vacant |                                                     |                                                     |                                                     |                  |                   |              | 1809           |
| 6      |                                                     | William Hunter                                      | William Hunter (1774–1849)                          | 28 oktober 1811  | 4 maart 1821      | DR           | 1811           |
| 6      | 1814                                                | William Hunter                                      | William Hunter (1774–1849)                          | 28 oktober 1811  | 4 maart 1821      | DR           |                |
| 7      |                                                     | James DeWolf                                        | James DeWolf (1764–1837)                            | 4 maart 1821     | 31 oktober 1825   | DR           | 1820           |
| 8      |                                                     | Asher Robbins                                       | Asher Robbins (1761–1845)                           | 31 oktober 1825  | 4 maart 1839      | DR (1825–28) | 1825           |
| 8      | 1827                                                | Asher Robbins                                       | Asher Robbins (1761–1845)                           | 31 oktober 1825  | 4 maart 1839      | DR (1825–28) |                |
| 8      | 1833                                                | Asher Robbins                                       | Asher Robbins (1761–1845)                           | 31 oktober 1825  | 4 maart 1839      | DR (1825–28) |                |
| 8      | NR (1828–33)                                        | Asher Robbins                                       | Asher Robbins (1761–1845)                           | 31 oktober 1825  | 4 maart 1839      |              |                |
| 8      | W (1833–39)                                         | Asher Robbins                                       | Asher Robbins (1761–1845)                           | 31 oktober 1825  | 4 maart 1839      |              |                |
| 9      |                                                     | Nathan Dixon I                                      | Nathan Dixon I (1774–1842)                          | 4 maart 1839     | 29 januari 1842   | W            | 1839           |
| Vacant |                                                     |                                                     |                                                     |                  |                   |              | 1839           |
| 10     |                                                     | William Sprague III                                 | William Sprague III (1799–1856)                     | 18 februari 1842 | 18 januari 1844   | W            | 1842           |
| Vacant |                                                     |                                                     |                                                     |                  |                   |              | 1842           |
| 11     |                                                     | John Francis                                        | John Francis (1791–1864)                            | 24 januari 1844  | 4 maart 1845      | LO           | 1844 (1)       |
| 12     |                                                     | Albert Greene                                       | Albert Greene (1792–1863)                           | 4 maart 1845     | 4 maart 1851      | W            | 1844 (2)       |
| 13     |                                                     | Charles James                                       | Charles James (1805–1862)                           | 4 maart 1851     | 4 maart 1857      | D            | 1850           |
| 14     |                                                     | James Simmons                                       | James Simmons (1795–1864)                           | 4 maart 1857     | 15 augustus 1862  | R            | 1856           |
| Vacant |                                                     |                                                     |                                                     |                  |                   |              | 1856           |
| 15     |                                                     | Samuel Arnold                                       | Samuel Arnold (1821–1880)                           | 1 december 1862  | 4 maart 1863      | R            | 1862           |
| 16     |                                                     | William Sprague IV                                  | William Sprague IV (1830–1915)                      | 4 maart 1863     | 4 maart 1875      | R            | 1862           |
| 16     | 1868                                                | William Sprague IV                                  | William Sprague IV (1830–1915)                      | 4 maart 1863     | 4 maart 1875      | R            |                |
| 17     |                                                     | Ambrose Burnside                                    | Ambrose Burnside (1824–1881)                        | 4 maart 1875     | 13 september 1881 | R            | 1874           |
| 17     | 1880                                                | Ambrose Burnside                                    | Ambrose Burnside (1824–1881)                        | 4 maart 1875     | 13 september 1881 | R            |                |
| Vacant |                                                     |                                                     |                                                     |                  |                   |              |                |
| 18     |                                                     | Nelson Aldrich                                      | Nelson Aldrich (1841–1915)                          | 5 oktober 1881   | 4 maart 1911      | R            | 1881           |
| 18     | 1886                                                | Nelson Aldrich                                      | Nelson Aldrich (1841–1915)                          | 5 oktober 1881   | 4 maart 1911      | R            |                |
| 18     | 1892                                                | Nelson Aldrich                                      | Nelson Aldrich (1841–1915)                          | 5 oktober 1881   | 4 maart 1911      | R            |                |
| 18     | 1898                                                | Nelson Aldrich                                      | Nelson Aldrich (1841–1915)                          | 5 oktober 1881   | 4 maart 1911      | R            |                |
| 18     | 1905                                                | Nelson Aldrich                                      | Nelson Aldrich (1841–1915)                          | 5 oktober 1881   | 4 maart 1911      | R            |                |
| 19     |                                                     | Henry Lippitt                                       | Henry Lippitt (1856–1933)                           | 4 maart 1911     | 4 maart 1917      | R            | 1910           |
| 20     |                                                     | Peter Gerry                                         | Peter Gerry (1879–1957)                             | 4 maart 1917     | 4 maart 1929      | D            | 1916           |
| 20     | 1922                                                | Peter Gerry                                         | Peter Gerry (1879–1957)                             | 4 maart 1917     | 4 maart 1929      | D            |                |
| 21     |                                                     | Felix Hebert                                        | Felix Hebert (1874–1969)                            | 4 maart 1929     | 3 januari 1935    | R            | 1928           |
| 22     |                                                     | Peter Gerry                                         | Peter Gerry (1879–1957)                             | 3 januari 1935   | 3 januari 1947    | D            | 1934           |
| 22     | 1940                                                | Peter Gerry                                         | Peter Gerry (1879–1957)                             | 3 januari 1935   | 3 januari 1947    | D            |                |
| 23     |                                                     | Howard McGrath                                      | Howard McGrath (1903–1966)                          | 3 januari 1947   | 24 august 1949    | D            | 1946           |
| 24     |                                                     | Edward Leahy                                        | Edward Leahy (1886–1953)                            | 24 august 1949   | 10 december 1950  | D            | 1946           |
| Vacant |                                                     |                                                     |                                                     |                  |                   |              | 1946           |
| 25     |                                                     | John Pastore                                        | John Pastore (1907–2000)                            | 20 december 1950 | 30 december 1976  | D            | 1950           |
| 25     | 1952                                                | John Pastore                                        | John Pastore (1907–2000)                            | 20 december 1950 | 30 december 1976  | D            |                |
| 25     | 1958                                                | John Pastore                                        | John Pastore (1907–2000)                            | 20 december 1950 | 30 december 1976  | D            |                |
| 25     | 1964                                                | John Pastore                                        | John Pastore (1907–2000)                            | 20 december 1950 | 30 december 1976  | D            |                |
| 25     | 1970                                                | John Pastore                                        | John Pastore (1907–2000)                            | 20 december 1950 | 30 december 1976  | D            |                |
| 26     |                                                     | John Chafee                                         | John Chafee (1922–1999)                             | 30 december 1976 | 24 oktober 1999   | R            |                |
| 26     | R                                                   | John Chafee                                         | John Chafee (1922–1999)                             | 30 december 1976 | 24 oktober 1999   | 1976         |                |
| 26     | R                                                   | John Chafee                                         | John Chafee (1922–1999)                             | 30 december 1976 | 24 oktober 1999   | 1982         |                |
| 26     | R                                                   | John Chafee                                         | John Chafee (1922–1999)                             | 30 december 1976 | 24 oktober 1999   | 1988         |                |
| 26     | R                                                   | John Chafee                                         | John Chafee (1922–1999)                             | 30 december 1976 | 24 oktober 1999   | 1994         |                |
| Vacant |                                                     |                                                     |                                                     |                  |                   |              |                |
| 27     |                                                     | Lincoln Chafee                                      | Lincoln Chafee (1953)                               | 1 november 1999  | 3 januari 2007    | R            |                |
| 27     | R                                                   | Lincoln Chafee                                      | Lincoln Chafee (1953)                               | 1 november 1999  | 3 januari 2007    | 2000         |                |
| 28     |                                                     | Sheldon Whitehouse                                  | Sheldon Whitehouse (1955)                           | 3 januari 2007   | heden             | D            | 2006           |
| 28     | 2012                                                | Sheldon Whitehouse                                  | Sheldon Whitehouse (1955)                           | 3 januari 2007   | heden             | D            |                |
| 28     | 2018                                                | Sheldon Whitehouse                                  | Sheldon Whitehouse (1955)                           | 3 januari 2007   | heden             | D            |                |

## Klasse II
| Nr.    | Senator voor Rhode Island Senator from Rhode Island | Senator voor Rhode Island Senator from Rhode Island | Senator voor Rhode Island Senator from Rhode Island | Ambtstermijn     | Ambtstermijn      | Partij(en)   | Verkiezing(en) |
| ------ | --------------------------------------------------- | --------------------------------------------------- | --------------------------------------------------- | ---------------- | ----------------- | ------------ | -------------- |
| 1      |                                                     |                                                     | Joseph Stanton (1739–1821)                          | 8 juni 1790      | 4 maart 1793      | DR           | 1790           |
| 2      |                                                     |                                                     | William Bradford (1729–1808)                        | 4 maart 1793     | 17 oktober 1797   | F            | 1793           |
| Vacant |                                                     |                                                     |                                                     |                  |                   |              | 1793           |
| 3      |                                                     | Ray Greene                                          | Ray Greene (1765–1849)                              | 13 november 1797 | 4 maart 1805      | DR           | 1797           |
| 3      | 1798                                                | Ray Greene                                          | Ray Greene (1765–1849)                              | 13 november 1797 | 4 maart 1805      | DR           |                |
| Vacant |                                                     |                                                     |                                                     |                  |                   |              |                |
| 4      |                                                     | Christopher Ellery                                  | Christopher Ellery (1768–1840)                      | 5 mei 1801       | 4 maart 1805      | DR           | 1801           |
| 5      |                                                     | James Fenner                                        | James Fenner (1771–1846)                            | 4 maart 1805     | 17 september 1807 | DR           | 1804           |
| Vacant |                                                     |                                                     |                                                     |                  |                   |              | 1804           |
| 6      |                                                     | Elisha Mathewson                                    | Elisha Mathewson (1764–1853)                        | 27 oktober 1807  | 4 maart 1811      | DR           | 1807           |
| 7      |                                                     | Jeremiah Howell                                     | Jeremiah Howell (1771–1822)                         | 4 maart 1811     | 4 maart 1817      | DR           | 1810           |
| 8      |                                                     | James Burrill                                       | James Burrill (1772–1820)                           | 4 maart 1817     | 25 december 1820  | F            | 1817           |
| Vacant |                                                     |                                                     |                                                     |                  |                   |              | 1817           |
| 9      |                                                     | Nehemiah Knight                                     | Nehemiah Knight (1780–1854)                         | 10 januari 1821  | 4 maart 1841      | DR (1821–28) | 1821           |
| 9      | 1823                                                | Nehemiah Knight                                     | Nehemiah Knight (1780–1854)                         | 10 januari 1821  | 4 maart 1841      | DR (1821–28) |                |
| 9      | 1829                                                | Nehemiah Knight                                     | Nehemiah Knight (1780–1854)                         | 10 januari 1821  | 4 maart 1841      | DR (1821–28) |                |
| 9      | NR (1828–33)                                        | Nehemiah Knight                                     | Nehemiah Knight (1780–1854)                         | 10 januari 1821  | 4 maart 1841      |              |                |
| 9      | W (1833–39)                                         | Nehemiah Knight                                     | Nehemiah Knight (1780–1854)                         | 10 januari 1821  | 4 maart 1841      |              |                |
| 9      | W (1833–39)                                         | Nehemiah Knight                                     | Nehemiah Knight (1780–1854)                         | 10 januari 1821  | 4 maart 1841      | 1835         |                |
| 10     |                                                     | James Simmons                                       | James Simmons (1795–1864)                           | 4 maart 1841     | 4 maart 1847      | W            | 1841           |
| 11     |                                                     | John Hopkins Clarke                                 | John Hopkins Clarke (1789–1870)                     | 4 maart 1847     | 4 maart 1853      | W            | 1846           |
| Vacant |                                                     |                                                     |                                                     |                  |                   |              |                |
| 12     |                                                     | Philip Allen                                        | Philip Allen (1785–1865)                            | 20 juli 1853     | 4 maart 1859      | D            | 1853           |
| 13     |                                                     | Henry Anthony                                       | Henry Anthony (1815–1884)                           | 4 maart 1859     | 2 september 1884  | R            | 1858           |
| 13     | 1864                                                | Henry Anthony                                       | Henry Anthony (1815–1884)                           | 4 maart 1859     | 2 september 1884  | R            |                |
| 13     | 1870                                                | Henry Anthony                                       | Henry Anthony (1815–1884)                           | 4 maart 1859     | 2 september 1884  | R            |                |
| 13     | 1876                                                | Henry Anthony                                       | Henry Anthony (1815–1884)                           | 4 maart 1859     | 2 september 1884  | R            |                |
| 13     | 1882                                                | Henry Anthony                                       | Henry Anthony (1815–1884)                           | 4 maart 1859     | 2 september 1884  | R            |                |
| Vacant |                                                     |                                                     |                                                     |                  |                   |              |                |
| 14     |                                                     | William Sheffield                                   | William Sheffield (1820–1907)                       | 20 november 1884 | 20 januari 1885   | R            |                |
| 15     |                                                     | Jonathan Chace                                      | Jonathan Chace (1829–1917)                          | 20 januari 1885  | 10 april 1889     | R            | 1885           |
| 15     | 1888                                                | Jonathan Chace                                      | Jonathan Chace (1829–1917)                          | 20 januari 1885  | 10 april 1889     | R            |                |
| 16     |                                                     | Nathan Dixon III                                    | Nathan Dixon III (1847–1897)                        | 10 april 1889    | 4 maart 1895      | R            | 1889           |
| 17     |                                                     | George Wetmore                                      | George Wetmore (1846–1921)                          | 4 maart 1895     | 4 maart 1907      | R            | 1894           |
| 17     | 1900                                                | George Wetmore                                      | George Wetmore (1846–1921)                          | 4 maart 1895     | 4 maart 1907      | R            |                |
| Vacant |                                                     |                                                     |                                                     |                  |                   |              |                |
| (17)   |                                                     | George Wetmore                                      | George Wetmore (1846–1921)                          | 22 januari 1908  | 4 maart 1913      | R            | 1908           |
| 18     |                                                     | LeBaron Colt                                        | LeBaron Colt (1846–1924)                            | 4 maart 1913     | 18 augustus 1924  | R            | 1913           |
| 18     | 1918                                                | LeBaron Colt                                        | LeBaron Colt (1846–1924)                            | 4 maart 1913     | 18 augustus 1924  | R            |                |
| Vacant |                                                     |                                                     |                                                     |                  |                   |              |                |
| 19     |                                                     | Jesse Metcalf                                       | Jesse Metcalf (1860–1942)                           | 4 november 1924  | 3 januari 1937    | R            | 1924 (1)       |
| 19     | 1924 (2)                                            | Jesse Metcalf                                       | Jesse Metcalf (1860–1942)                           | 4 november 1924  | 3 januari 1937    | R            |                |
| 19     | 1930                                                | Jesse Metcalf                                       | Jesse Metcalf (1860–1942)                           | 4 november 1924  | 3 januari 1937    | R            |                |
| 20     |                                                     | Theodore Green                                      | Theodore Green (1867–1966)                          | 3 januari 1937   | 3 januari 1961    | D            | 1936           |
| 20     | 1942                                                | Theodore Green                                      | Theodore Green (1867–1966)                          | 3 januari 1937   | 3 januari 1961    | D            |                |
| 20     | 1948                                                | Theodore Green                                      | Theodore Green (1867–1966)                          | 3 januari 1937   | 3 januari 1961    | D            |                |
| 20     | 1954                                                | Theodore Green                                      | Theodore Green (1867–1966)                          | 3 januari 1937   | 3 januari 1961    | D            |                |
| 21     |                                                     | Claiborne Pell                                      | Claiborne Pell (1918–2009)                          | 3 januari 1961   | 3 januari 1997    | D            | 1960           |
| 21     | 1966                                                | Claiborne Pell                                      | Claiborne Pell (1918–2009)                          | 3 januari 1961   | 3 januari 1997    | D            |                |
| 21     | 1972                                                | Claiborne Pell                                      | Claiborne Pell (1918–2009)                          | 3 januari 1961   | 3 januari 1997    | D            |                |
| 21     | 1978                                                | Claiborne Pell                                      | Claiborne Pell (1918–2009)                          | 3 januari 1961   | 3 januari 1997    | D            |                |
| 21     | 1984                                                | Claiborne Pell                                      | Claiborne Pell (1918–2009)                          | 3 januari 1961   | 3 januari 1997    | D            |                |
| 21     | 1990                                                | Claiborne Pell                                      | Claiborne Pell (1918–2009)                          | 3 januari 1961   | 3 januari 1997    | D            |                |
| 22     |                                                     | Jack Reed                                           | Jack Reed (1949)                                    | 3 januari 1997   | heden             | D            | 1996           |
| 22     | 2002                                                | Jack Reed                                           | Jack Reed (1949)                                    | 3 januari 1997   | heden             | D            |                |
| 22     | 2008                                                | Jack Reed                                           | Jack Reed (1949)                                    | 3 januari 1997   | heden             | D            |                |
| 22     | 2014                                                | Jack Reed                                           | Jack Reed (1949)                                    | 3 januari 1997   | heden             | D            |                |
| 22     | 2020                                                | Jack Reed                                           | Jack Reed (1949)                                    | 3 januari 1997   | heden             | D            |                |

Alabama: Tuberville (R) · Britt (R)
Alaska: Murkowski (R) · Sullivan (R)
Arizona: Kelly (D) · Gallego (D)
Arkansas: Boozman (R) · Cotton (R)
Californië: Padilla (D) · Schiff (D)
Colorado: Bennet (D) · Hickenlooper (D)
Connecticut: Blumenthal (D) · Murphy (D)
Delaware: Coons (D) · Blunt Rochester (D)
Florida: R. Scott (R) · Moody (R)
Georgia: Ossoff (D) · Warnock (D)
Hawaï: Schatz (D) · Hirono (D)
Idaho: Crapo (R) · Risch (R)
Illinois: Durbin (D) · Duckworth (D)
Indiana: Young (R) · Banks (R)
Iowa: Grassley (R) · Ernst (R)
Kansas: Moran (R) · Marshall (R)
Kentucky: McConnell (R) · Paul (R)
Louisiana: Cassidy (R) · Kennedy (R)
Maine: Collins (R) · King (O)
Maryland: Van Hollen (D) · Alsobrooks (D)
Massachusetts: Warren (D) · Markey (D)
Michigan: Peters (D) · Slotkin (D)
Minnesota: Klobuchar (D) · Smith (D)
Mississippi: Wicker (R) · Hyde-Smith (R)
Missouri: Hawley (R) · Schmitt (R)
Montana: Daines (R) · Sheehy (R)
Nebraska: Fischer (R) · Ricketts (R)
Nevada: Cortez Masto (D) · Rosen (D)
New Hampshire: Shaheen (D) · Hassan (D)
New Jersey: Booker (D) · Kim (D)
New Mexico: Heinrich (D) · Luján (D)
New York: Schumer (D) · Gillibrand (D)
North Carolina: Tillis (R) · Budd (R)
North Dakota: Hoeven (R) · Cramer (R)
Ohio: Moreno (R) · Husted (R)
Oklahoma: Lankford (R) · Mullin (R)
Oregon: Wyden (D) · Merkley (D)
Pennsylvania: Fetterman (D) · McCormick (R)
Rhode Island: Reed (D) · Whitehouse (D)
South Carolina: Graham (R) · T. Scott (R)
South Dakota: Thune (R) · Rounds (R)
Tennessee: Blackburn (R) · Hagerty (R)
Texas: Cornyn (R) · Cruz (R)
Utah: Lee (R) · Curtis (R)
Vermont: Sanders (O) · Welch (D)
Virginia: Warner (D) · Kaine (D)
Washington: Murray (D) · Cantwell (D)
West Virginia: Moore Capito (R) · Justice (R)
Wisconsin: Johnson (R) · Baldwin (D)
Wyoming: Barrasso (R) · Lummis (R)
(D): Democraat · (R): Republikein · (O): Onafhankelijk